# Genoa Cricket and Football Club 2022-2023
Questa voce raccoglie le informazioni riguardanti il Genoa Cricket and Football Club nelle competizioni ufficiali della stagione 2022-2023.

## Stagione

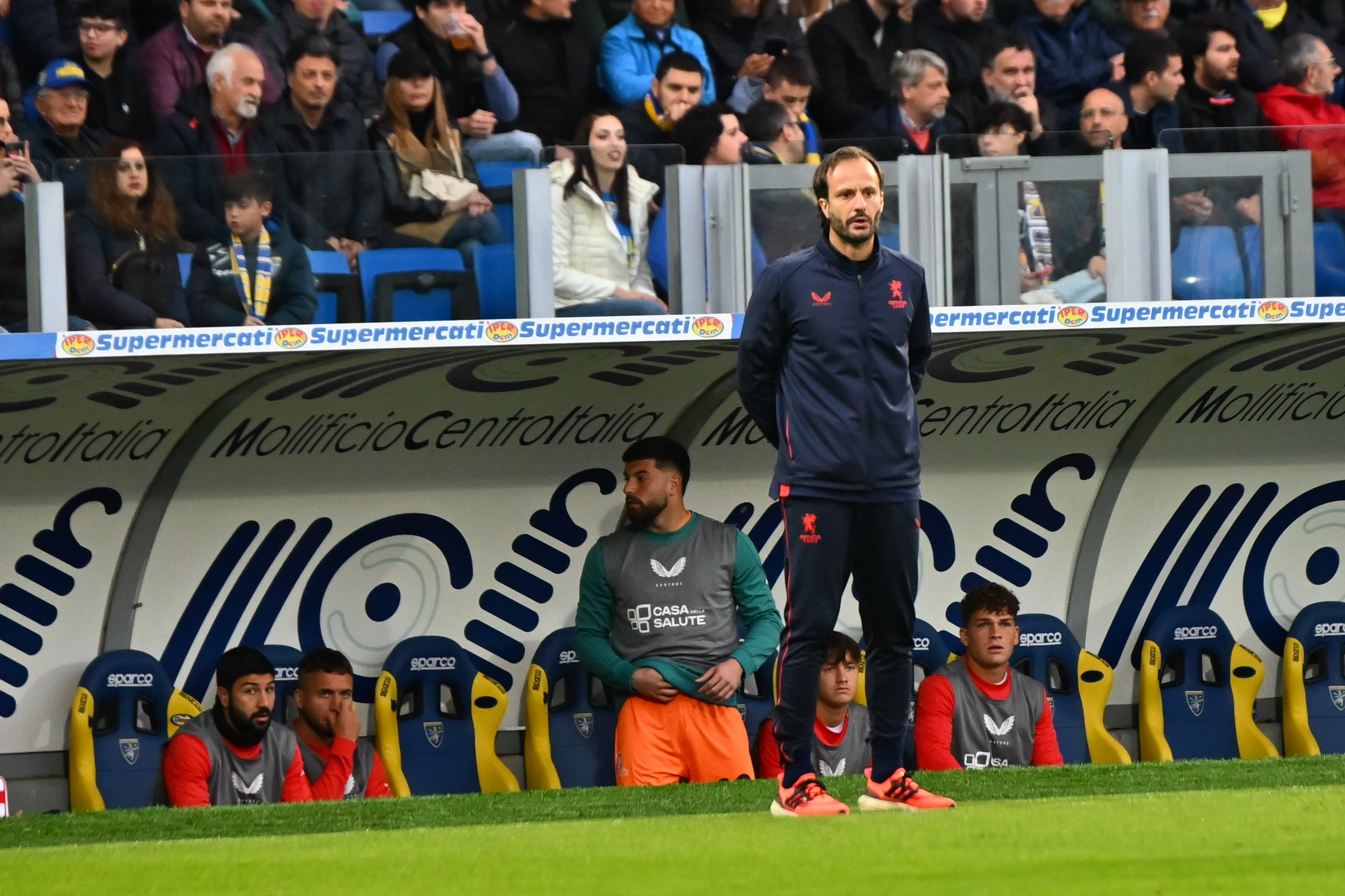
Alberto Gilardino, inizialmente tecnico delle giovanili, in dicembre viene promosso sulla panchina della prima squadra, guidando i rossoblù all'immediato ritorno in Serie A.

Il Genoa dopo 15 stagioni passate in Serie A torna nella serie cadetta. La dirigenza decide di riconfermare sulla panchina Alexander Blessin.
La squadra viene pesantemente rivoluzionata dal mercato estivo, con grandi investimenti in entrata da parte della società per il ritorno immediato in Serie A. In porta viene operato un ringiovanimento con l'addio degli esperti Sirigu e Marchetti, e l'arrivo in prestito dello spagnolo Martinez (che si giocherà la titolarità con Semper). Nel reparto difensivo viene acquistato dalla Juventus il giovane Dragusin, mentre vengono ceduti Cambiaso, Ostigard e il capitano Criscito. Di rilievo alcuni acquisti tra centrocampo e attacco come il ritorno di Strootman, del trequartista Aramu, dell'esperto centrocampista austriaco Ilsanker, ma soprattutto del bomber Massimo Coda dal Lecce, capocannoniere delle due precedenti edizioni della Serie B. 
Il campionato comincia in maniera positiva per il Grifone, che si inserisce immediatamente nelle posizioni di vertice, la squadra dimostra di costruire una grande mole di gioco a fronte però di una scarsa prolificità (già dimostrata l'anno precedente). Dopo un ottimo periodo costituito da sei risultati utili consecutivi, la squadra entra in un periodo di crisi condito da due sconfitte con il Perugia (ultimo in classifica) e con il Cittadella. 
A seguito di quest'ultima sconfitta, con il Genoa quinto in classifica, la società decide di esonerare Blessin, causa gli ultimi deludenti risultati e un'involuzione sotto il profilo della costruzione di gioco. Al suo posto viene promosso ad interim l'allenatore della Primavera Alberto Gilardino. Il nuovo tecnico comincia positivamente la sua avventura con una vittoria casalinga con il Sudtirol e un pareggio ad Ascoli, venendo confermato successivamente fino al termine del girone d'andata. La squadra cambia completamente marcia con l'ex campione del mondo 2006 in panchina, ottenendo quattro vittorie di fila (tra cui con il Frosinone capolista), avvicinandosi al vertice della classifica insieme ad un'ottima Reggina. 
Il mercato invernale porta alcuni rinforzi: all'inizio della sessione il Genoa si assicura le prestazioni di Alan Matturro e di Domenico Criscito, che ritorna a vestire la casacca rossoblù dopo poco meno di 6 mesi. Inoltre, dallo Standard Liegi arriva Denis Dragus, con la formula del prestito con diritto di riscatto. Infine, vengono perfezionati gli acquisti di Ridgeciano Haps e di Eddie Salcedo, entrambi acquisiti con la formula del prestito con diritto di riscatto, rispettivamente dal Venezia e dall'Inter.
Il 13 Febbraio la procura federale infligge alla squadra una penalizzazione di un punto in classifica, a seguito di un mancato adempimento di parte dei versamenti delle ritenute Irpef dei mesi di Settembre ed Ottobre.
Dopo un paio di partite sottotono, il Genoa inanella una serie di risultati utili di fila (tra cui 4 vittorie consecutive) che consolidano il suo secondo posto su Bari e Sudtirol, e la fanno avvicinare al Frosinone capolista (in fase di rallentamento). La squadra mantiene costantemente un buon margine sul Bari terzo in classifica e alla terz'ultima giornata conseguentemente alla vittoria casalinga con l'Ascoli, contemporanea al pareggio del Bari a Modena, può festeggiare la promozione in Serie A dopo solo un anno di assenza.

## Divise e sponsor

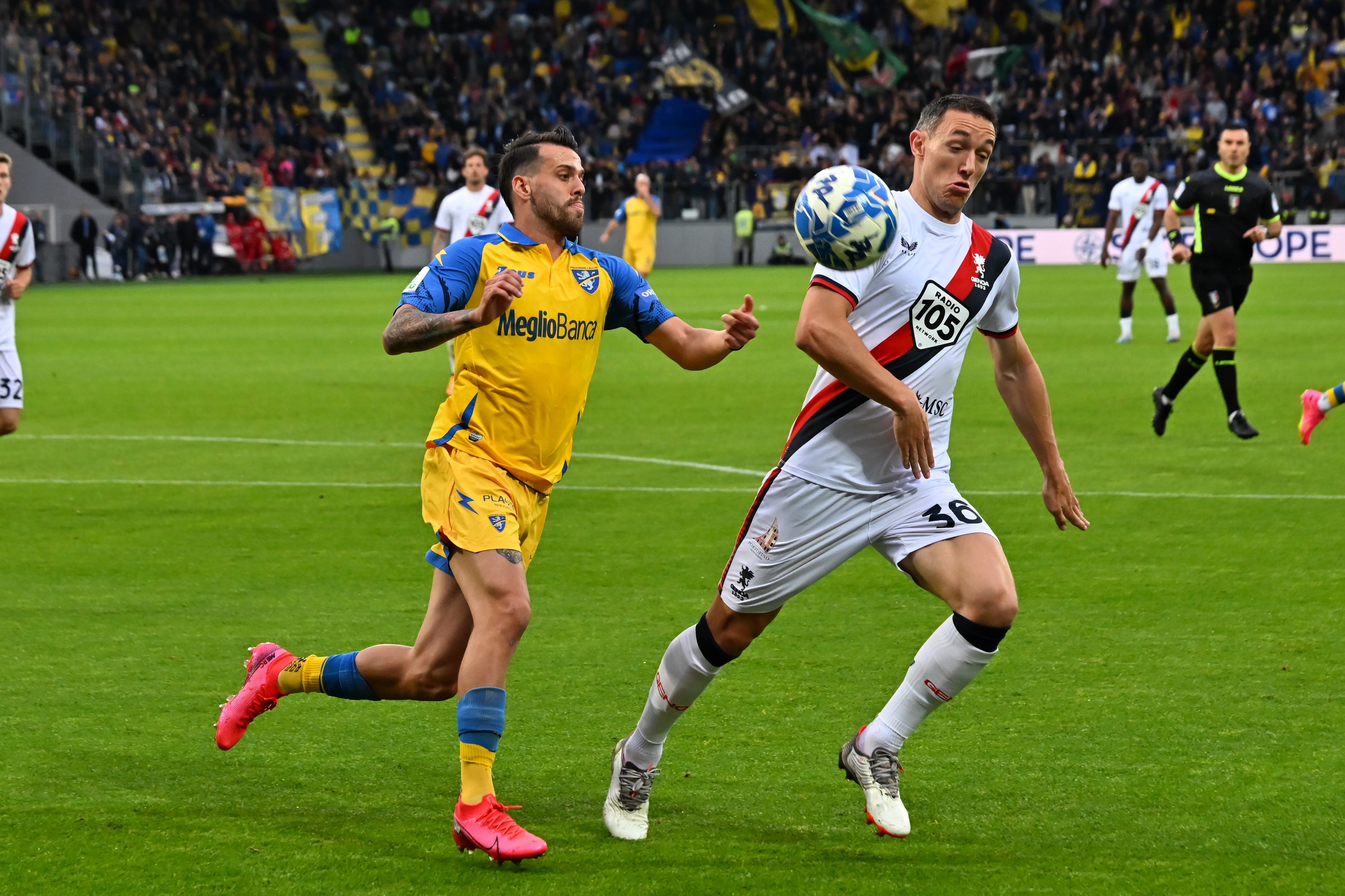
Silvan Hefti (a destra) in azione nella trasferta di Frosinone con la seconda divisa sbarrata.

Lo sponsor tecnico per la stagione 2022-2023 è Castore, gli sponsor ufficiali sono Radio 105 ed MSC Crociere, mentre il back sponsor è LeasePlan.

## Rosa
Rosa e numerazione aggiornate al 15 Febbraio 2023.
| N. |                        | Ruolo | Calciatore           |
| -- | ---------------------- | ----- | -------------------- |
| 1  | Croazia (bandiera)     | P     | Adrian Šemper        |
| 2  | Italia (bandiera)      | D     | Stefano Sabelli      |
| 3  | Germania (bandiera)    | D     | Lennart Czyborra     |
| 4  | Italia (bandiera)      | D     | Domenico Criscito    |
| 5  | Romania (bandiera)     | D     | Radu Drăgușin        |
| 8  | Paesi Bassi (bandiera) | C     | Kevin Strootman      |
| 9  | Italia (bandiera)      | A     | Massimo Coda         |
| 10 | Italia (bandiera)      | C     | Filippo Melegoni     |
| 10 | Italia (bandiera)      | A     | Mattia Aramu         |
| 11 | Islanda (bandiera)     | A     | Albert Guðmundsson   |
| 13 | Italia (bandiera)      | D     | Mattia Bani          |
| 14 | Italia (bandiera)      | D     | Alessandro Vogliacco |
| 17 | Italia (bandiera)      | A     | Eddie Salcedo        |
| 18 | Ghana (bandiera)       | A     | Caleb Ekuban         |
| 21 | Italia (bandiera)      | A     | Kelvin Yeboah        |
| 22 | Spagna (bandiera)      | P     | Josep Martínez       |
| 24 | Polonia (bandiera)     | C     | Filip Jagiełło       |
| 25 | Slovenia (bandiera)    | P     | Rok Vodišek          |

| N. |                      | Ruolo | Calciatore         |
| -- | -------------------- | ----- | ------------------ |
| 27 | Italia (bandiera)    | C     | Stefano Sturaro    |
| 31 | Austria (bandiera)   | C     | Stefan Ilsanker    |
| 32 | Danimarca (bandiera) | C     | Morten Frendrup    |
| 33 | Uruguay (bandiera)   | D     | Alan Matturro      |
| 35 | Italia (bandiera)    | C     | Luca Lipani        |
| 36 | Svizzera (bandiera)  | D     | Silvan Hefti       |
| 47 | Croazia (bandiera)   | C     | Milan Badelj       |
| 50 | Turchia (bandiera)   | A     | Güven Yalçın       |
| 55 | Suriname (bandiera)  | D     | Ridgeciano Haps    |
| 57 | Romania (bandiera)   | A     | George Puscas      |
| 66 | Italia (bandiera)    | C     | Gabriele Calvani   |
| 77 | Romania (bandiera)   | A     | Denis Drăguș       |
| 82 | Italia (bandiera)    | P     | Giuseppe Agostino  |
| 90 | Italia (bandiera)    | C     | Manolo Portanova   |
| 91 | Italia (bandiera)    | A     | Federico Accornero |
| 93 | Croazia (bandiera)   | D     | Marko Pajač        |
| 94 | Francia (bandiera)   | C     | Abdoulaye Touré    |
| 99 | Cile (bandiera)      | C     | Pablo Galdames     |

## Organigramma societario
Area direttiva
- Presidente: Alberto Zangrillo
- Vicepresidente: Antonio Rosati
- Amministratore Delegato: Andreas Blasquez
- Club Manager: Marco Rossi

Area sportiva
- Global Sports Director: Johannes Spors
- Direttore sportivo: Carlo Taldo, Marco Ottolini
- Team Manager: Christian Vecchia
- Interprete: Anthony Loviso
- Direttore Generale: Flavio Ricciardella
- Assistente Delegato: Marcel Klos

Area medica
- Responsabile Sanitario: Alessandro Corsini
- Medico Sociale: Francesco Nuccio, Marco Stellatelli
- Fisioterapista: Davide Cornetti, Pietro Cistaro, Matteo Perasso, Federico Campofiorito
- Recupero Infortuni: Luca Vergani, Emanuele Cena
- Nutrizionista: Laura Mancin, Nicolò Cassone
- Psicologo: Antonio Sacco

Area tecnica
- Allenatore: Alexander Blessin (fino al 6 dicembre), poi Alberto Gilardino
- Vice allenatore: David Zdrilić (fino al 6 dicembre), poi Gaetano Caridi
- Allenatore portieri: Alessio Scarpi
- Assistente Allenatore portieri: Stefano Raggio Garibaldi
- Assistente Tecnico: Tonda Eckert, Roberto Murgita e Alex Clapham (dal 26 novembre)
- Prepatore Atletico: Alessandro Pilati e Gaspare Picone
- Assistente Preparatore Atletico: Filippo Gatto
- Direttore settore giovanile: Michele Sbravati

## Calciomercato

### Sessione estiva (dal 1º/7 al 1º/9)
| Acquisti         | Acquisti             | Acquisti              | Acquisti              |
| R.               | Nome                 | da                    | Modalità              |
| ---------------- | -------------------- | --------------------- | --------------------- |
| C                | Stefan Ilsanker      | Eintracht Francoforte | definitivo (gratuito) |
| A                | Massimo Coda         | Lecce                 | definitivo            |
| P                | Josep Martínez       | RB Lipsia             | prestito              |
| C                | Marko Pajač          | Brescia               | definitivo            |
| D                | Radu Drăgușin        | Juventus              | definitivo            |
| A                | Güven Yalçın         | Besiktas              | definitivo (gratuito) |
| C                | Kevin Strootman      | Olympique Marsiglia   | prestito              |
| A                | Mattia Aramu         | Venezia               | definitivo            |
| A                | George Puscas        | Reading               | prestito              |
| D                | Stefano Sabelli      | Brescia               | fine prestito         |
| C                | Filip Jagiełło       | Brescia               | fine prestito         |
| C                | Antonio Candela      | Cesena                | fine prestito         |
| C                | Francesco Cassata    | Parma                 | fine prestito         |
| D                | Alessandro Vogliacco | Benevento             | fine prestito         |
| A                | Andrea Favilli       | Monza                 | fine prestito         |
| C                | Abdoulaye Touré      | Fatih Karagümrük      | fine prestito         |
| C                | Giacomo Calò         | Benevento             | fine prestito         |
| A                | Gabriel Charpentier  | Frosinone             | fine prestito         |
| Altre operazioni |                      |                       |                       |
| R.               | Nome                 | da                    | Modalità              |
| D                | Davide Biraschi      | Fatih Karagümrük      | fine prestito         |

| Cessioni         | Cessioni            | Cessioni         | Cessioni       |
| R.               | Nome                | a                | Modalità       |
| ---------------- | ------------------- | ---------------- | -------------- |
| P                | Salvatore Sirigu    | Napoli           | definitivo     |
| P                | Federico Marchetti  | -                | fine contratto |
| D                | Zinho Vanheusden    | Inter            | fine prestito  |
| D                | Andrea Masiello     | -                | fine contratto |
| D                | Johan Vaszquez      | Cremonese        | prestito       |
| D                | Paolo Ghiglione     | Cremonese        | definitivo     |
| D                | Andrea Cambiaso     | Juventus         | fine prestito  |
| D                | Riccardo Calafiori  | Roma             | fine prestito  |
| D                | Leo Skiri Østigård  | Brighton         | fine prestito  |
| C                | Antonio Candela     | Venezia          | definitivo     |
| C                | Michele Besaggio    | Juventus U23     | prestito       |
| C                | Nadiem Amiri        | Bayer Leverkusen | fine prestito  |
| C                | Nicolò Rovella      | Juventus         | fine prestito  |
| C                | Giacomo Calò        | Cosenza          | prestito       |
| C                | Patrizio Masini     | Novara           | prestito       |
| C                | Filippo Melegoni    | Standard Liegi   | prestito       |
| C                | Hernani Jr.         | Parma            | fine prestito  |
| C                | Francesco Cassata   | Ternana          | prestito       |
| A                | Felipe Caicedo      | -                | fine contratto |
| A                | Roberto Piccoli     | Atalanta         | fine prestito  |
| A                | Andrea Favilli      | Ternana          | prestito       |
| A                | Giuseppe Caso       | Frosinone        | definitivo     |
| A                | Mattia Destro       | Empoli           | definitivo     |
| A                | Aleksander Buksa    | OH Leuven        | prestito       |
| A                | Yayah Kallon        | Verona           | prestito       |
| A                | Gabriel Charpentier | Parma            | definitivo     |
| Altre operazioni |                     |                  |                |
| R.               | Nome                | a                | Modalità       |
| D                | Davide Biraschi     | Fatih Karagümrük | prestito       |

### Sessione invernale (dal 2/1 al 31/1)
| Acquisti         | Acquisti          | Acquisti                            | Acquisti                         |
| R.               | Nome              | da                                  | Modalità                         |
| ---------------- | ----------------- | ----------------------------------- | -------------------------------- |
| D                | Domenico Criscito |                                     | svincolato                       |
| D                | Alan Matturro     | Defensor Sporting                   | definitivo (3 mln)               |
| D                | Ridgeciano Haps   | Venezia Football Club               | prestito con diritto di riscatto |
| A                | Denis Drăguș      | Royal Standard de Liège             | prestito con diritto di riscatto |
| A                | Eddie Salcedo     | Football Club Internazionale Milano | prestito con diritto di riscatto |
| Altre operazioni |                   |                                     |                                  |
| R.               | Nome              | da                                  | Modalità                         |
| D                | Luca Chierico     | Foggia                              | fine prestito                    |

| Cessioni         | Cessioni              | Cessioni                   | Cessioni |
| R.               | Nome                  | a                          | Modalità |
| ---------------- | --------------------- | -------------------------- | -------- |
| C                | Pablo Galdames Millán | Unione Sportiva Cremonese  | prestito |
| A                | Kelvin Yeboah         | Fußball-Club Augsburg 1907 | prestito |
| Altre operazioni |                       |                            |          |
| R.               | Nome                  | a                          | Modalità |
| D                | Luca Chierico         | Piacenza                   | prestito |

## Risultati

### Serie B

#### Girone di andata
| Arbitro: | Irrati (Pistoia) |

|             |           |                          |
| Johnsen 68’ | Marcatori | 37’ Portanova 87’ Yeboah |

| Genova 20 agosto 2022, ore 20:45 CEST 2ª giornata | Genoa           | 0 – 0 referto | Benevento | Stadio Luigi Ferraris (23 000 spett.)\| Arbitro: \| Pezzuto (Lecce) \| |
| Arbitro:                                          | Pezzuto (Lecce) |               |           |                                                                        |

| Arbitro: | Chiffi (Padova) |

|  |           |            |
|  | Marcatori | 29’ Ekuban |

| Arbitro: | Camplone (Pescara) |

|                                        |           |                                     |
| Frendrup 16’ Hefti 42’ Coda 51’ (rig.) | Marcatori | 21’ Inglese 37’ Mihăilă 89’ Estévez |

| Arbitro: | Cosso (Reggio Calabria) |

|             |           |  |
| Brunori 49’ | Marcatori |  |

| Arbitro: | Zufferli (Udine) |

|              |           |  |
| Jagiełło 44’ | Marcatori |  |

| Arbitro: | Colombo (Como) |

|  |           |                          |
|  | Marcatori | 19’ Coda 88’ Guðmundsson |

| Genova 7 ottobre 2022, ore 20:30 CEST 8ª giornata | Genoa                  | 0 – 0 referto | Cagliari | Stadio Luigi Ferraris (26 042 spett.)\| Arbitro: \| Marchetti (Ostia Lido) \| |
| Arbitro:                                          | Marchetti (Ostia Lido) |               |          |                                                                               |

| Arbitro: | Baroni (Firenze) |

|                    |           |                               |
| Butić 45+7’ (rig.) | Marcatori | 31’ (rig.) Coda 37’ Strootman |

| Arbitro: | Doveri (Roma) |

|             |           |                      |
| Favilli 44’ | Marcatori | 76’ (rig.), 78’ Coda |

| Arbitro: | Colombo (Como) |

|              |           |               |
| Jagiełło 31’ | Marcatori | 90+4’ Cistana |

| Arbitro: | Maresca (Napoli) |

|                                |           |           |
| Canotto 15’ Hernani 54’ (rig.) | Marcatori | 33’ Aramu |

| Arbitro: | Massimi (Termoli) |

|                 |           |           |
| Coda 17’ (rig.) | Marcatori | 67’ Cerri |

| Arbitro: | La Penna (Roma) |

|              |           |  |
| Olivieri 74’ | Marcatori |  |

| Arbitro: | Pairetto (Nichelino) |

|  |           |               |
|  | Marcatori | 62’ Antonucci |

| Arbitro: | Giua (Olbia) |

|                        |           |  |
| Pușcaș 65’ Aramu 90+3’ | Marcatori |  |

| Ascoli Piceno 11 dicembre 2022, ore 15:00 CET 17ª giornata | Ascoli        | 0 – 0 referto | Genoa | Stadio Cino e Lillo Del Duca (7 072 spett.)\| Arbitro: \| Doveri (Roma) \| |
| Arbitro:                                                   | Doveri (Roma) |               |       |                                                                            |

| Arbitro: | Sozza (Seregno) |

|                 |           |  |
| Guðmundsson 22’ | Marcatori |  |

| Arbitro: | Mariani (Aprilia) |

|              |           |                           |
| Cheddira 33’ | Marcatori | 2’ Pușcaș 58’ Guðmundsson |

#### Girone di ritorno
| Arbitro: | Miele (Nola) |

|          |           |  |
| Coda 85’ | Marcatori |  |

| Arbitro: | Serra (Torino) |

|           |           |                       |
| Tello 58’ | Marcatori | 12’ Coda 90+4’ Pușcaș |

| Genova 28 gennaio 2023, ore 16:15 CET 22ª giornata | Genoa          | 0 – 0 referto | Pisa | Stadio Luigi Ferraris (29 460 spett.)\| Arbitro: \| Volpi (Arezzo) \| |
| Arbitro:                                           | Volpi (Arezzo) |               |      |                                                                       |

| Arbitro: | Fourneau (Roma) |

|                                   |           |  |
| Benedyczak 32’ Vázquez 53’ (rig.) | Marcatori |  |

| Arbitro: | Marinelli (Tivoli) |

|                                |           |  |
| Guðmundsson 25’ Jagiełło 90+6’ | Marcatori |  |

| Arbitro: | Mariani (Aprilia) |

|                                 |           |                      |
| Strizzolo 33’ Pușcaș 55’ (aut.) | Marcatori | 6’ Drăgușin 85’ Bani |

| Arbitro: | Pezzuto (Lecce) |

|                                              |           |  |
| Drăgușin 77’ Guðmundsson 90+3’ Salcedo 90+7’ | Marcatori |  |

| Cagliari 1º marzo 2023, ore 20:30 CET 27ª giornata | Cagliari      | 0 – 0 referto | Genoa | Unipol Domus (13 520 spett.)\| Arbitro: \| Valeri (Roma) \| |
| Arbitro:                                           | Valeri (Roma) |               |       |                                                             |

| Arbitro: | Giua (Olbia) |

|                                                      |           |  |
| Drăgușin 33’ Guðmundsson 57’ Pușcaș 59’ Jagiełło 79’ | Marcatori |  |

| Arbitro: | Camplone (Pescara) |

|            |           |  |
| Badelj 13’ | Marcatori |  |

| Arbitro: | Sozza (Seregno) |

|  |           |                                    |
|  | Marcatori | 46’ Salcedo 70’, 90+2’ Guðmundsson |

| Arbitro: | Aureliano (Bologna) |

|          |           |  |
| Coda 36’ | Marcatori |  |

| Arbitro: | Pairetto (Nichelino) |

|                         |           |                        |
| Cutrone 62’ Mancuso 88’ | Marcatori | 23’ Strootman 57’ Coda |

| Arbitro: | Marinelli (Tivoli) |

|                           |           |  |
| Frendrup 41’ Drăgușin 69’ | Marcatori |  |

| Arbitro: | Dionisi (L'Aquila) |

|  |           |                 |
|  | Marcatori | 70’ Guðmundsson |

| Bolzano 1º maggio 2023, ore 15:00 CEST 35ª giornata | Südtirol            | 0 – 0 referto | Genoa | Stadio Druso (5 165 spett.)\| Arbitro: \| Di Bello (Brindisi) \| |
| Arbitro:                                            | Di Bello (Brindisi) |               |       |                                                                  |

| Arbitro: | Sozza (Seregno) |

|                     |           |             |
| Bani 16’ Badelj 63’ | Marcatori | 68’ Marsura |

| Arbitro: | Miele (Nola) |

|                                        |           |                            |
| Mazzitelli 29’ Boloca 46’ Borrelli 77’ | Marcatori | 14’ Badelj 92’ Guðmundsson |

| Arbitro: | Rutella (Enna) |

|                                                              |           |                                              |
| Sabelli 12’ Guðmundsson 34’ Ekuban 75’ Criscito 90+5’ (rig.) | Marcatori | 20’ Seb. Esposito 68’ Benedetti 86’ Cheddira |

### Coppa Italia

#### Turni eliminatori
| Arbitro: | Colombo (Como) |

|                                      |           |                        |
| Guðmundsson 35’, 45’ Coda 64’ (rig.) | Marcatori | 45+3’ Glik 90+5’ Karić |

| Arbitro: | Santoro (Messina) |

|                          |           |  |
| Guðmundsson 45+1’ (rig.) | Marcatori |  |

#### Fase finale
| Arbitro: | Feliciani (Teramo) |

|            |           |  |
| Dybala 64’ | Marcatori |  |

## Statistiche

### Statistiche di squadra
Statistiche aggiornate al 6 maggio 2023
| Competizione | Punti | In casa | In casa | In casa | In casa | In casa | In casa | In trasferta | In trasferta | In trasferta | In trasferta | In trasferta | In trasferta | Totale | Totale | Totale | Totale | Totale | Totale | DR  |
| Competizione | Punti | G       | V       | N       | P       | Gf      | Gs      | G            | V            | N            | P            | Gf           | Gs           | G      | V      | N      | P      | Gf     | Gs     | DR  |
| ------------ | ----- | ------- | ------- | ------- | ------- | ------- | ------- | ------------ | ------------ | ------------ | ------------ | ------------ | ------------ | ------ | ------ | ------ | ------ | ------ | ------ | --- |
| Serie B      | 73    | 19      | 12      | 6       | 1       | 29      | 10      | 19           | 9            | 5            | 5            | 24           | 18           | 38     | 21     | 11     | 6      | 53     | 28     | +25 |
| Coppa Italia | -     | 2       | 2       | 0       | 0       | 4       | 2       | 1            | 0            | 0            | 1            | 0            | 1            | 3      | 2      | 0      | 1      | 4      | 3      | +1  |
| Totale       | -     | 21      | 14      | 6       | 1       | 33      | 12      | 20           | 9            | 5            | 6            | 24           | 19           | 41     | 23     | 11     | 7      | 57     | 31     | +26 |

### Andamento in campionato
| Giornata  | 1 | 2 | 3 | 4 | 5 | 6 | 7 | 8 | 9 | 10 | 11 | 12 | 13 | 14 | 15 | 16 | 17 | 18 | 19 | 20 | 21 | 22 | 23 | 24 | 25 | 26 | 27 | 28 | 29 | 30 | 31 | 32 | 33 | 34 | 35 | 36 | 37 | 38 |
| --------- | - | - | - | - | - | - | - | - | - | -- | -- | -- | -- | -- | -- | -- | -- | -- | -- | -- | -- | -- | -- | -- | -- | -- | -- | -- | -- | -- | -- | -- | -- | -- | -- | -- | -- | -- |
| Luogo     | T | C | T | C | T | C | T | C | T | T  | C  | T  | C  | T  | C  | C  | T  | C  | T  | C  | T  | C  | T  | C  | T  | C  | T  | C  | C  | T  | C  | T  | C  | T  | T  | C  | T  | C  |
| Risultato | V | N | V | N | P | V | V | N | V | V  | N  | P  | N  | P  | P  | V  | N  | V  | V  | V  | V  | N  | P  | V  | N  | V  | N  | V  | V  | V  | V  | N  | V  | V  | N  | V  | P  | V  |
| Posizione | 1 | 6 | 2 | 4 | 8 | 5 | 4 | 5 | 5 | 1  | 2  | 3  | 3  | 3  | 3  | 3  | 4  | 3  | 3  | 3  | 3  | 2  | 2  | 2  | 2  | 2  | 2  | 2  | 2  | 2  | 2  | 2  | 2  | 2  | 2  | 2  | 2  | 2  |

Fonte:  Serie B, su calcio.com.
Legenda:

Luogo: C = Casa; T = Trasferta. Risultato: V = Vittoria; N = Pareggio; P = Sconfitta.

### Statistiche dei giocatori
- Statistiche aggiornate al 18 marzo 2023
- NB: per i portieri vengono contate le reti subite

| Giocatore      | Serie B  | Serie B | Serie B     | Serie B    | Coppa Italia | Coppa Italia | Coppa Italia | Coppa Italia | Totale   | Totale | Totale      | Totale     |
| Giocatore      | Presenze | Reti    | Ammonizioni | Espulsioni | Presenze     | Reti         | Ammonizioni  | Espulsioni   | Presenze | Reti   | Ammonizioni | Espulsioni |
| -------------- | -------- | ------- | ----------- | ---------- | ------------ | ------------ | ------------ | ------------ | -------- | ------ | ----------- | ---------- |
| J. Martínez    | 30       | -22     | 3           | 0          | 2            | -3           | 0            | 0            | 32       | -25    | 3           | 0          |
| A. Semper      | 8        | -6      | 0           | 0          | 1            | 0            | 0            | 0            | 9        | -6     | 0           | 0          |
| R. Vodisek     | 0        | 0       | 0           | 0          | 0            | 0            | 0            | 0            | 0        | 0      | 0           | 0          |
| R. Drăgușin    | 38       | 4       | 3           | 0          | 2            | 0            | 0            | 0            | 40       | 4      | 3           | 0          |
| S. Hefti       | 26       | 1       | 6           | 0          | 2            | 0            | 2            | 0            | 28       | 1      | 8           | 0          |
| L. Czyborra    | 3        | 0       | 0           | 0          | 2            | 0            | 1            | 0            | 5        | 0      | 1           | 0          |
| A. Matturro    | 2        | 0       | 0           | 0          | 0            | 0            | 0            | 0            | 2        | 0      | 0           | 0          |
| M. Bani        | 33       | 2       | 6           | 2          | 3            | 0            | 0            | 0            | 36       | 2      | 6           | 2          |
| A. Vogliacco   | 25       | 0       | 7           | 0          | 2            | 0            | 1            | 0            | 27       | 0      | 8           | 0          |
| S. Sabelli     | 30       | 1       | 10          | 0          | 2            | 0            | 0            | 0            | 32       | 1      | 10          | 0          |
| R. Haps        | 5        | 0       | 0           | 0          | 0            | 0            | 0            | 0            | 5        | 0      | 0           | 0          |
| M. Pajac       | 10       | 0       | 3           | 0          | 1            | 0            | 0            | 0            | 11       | 0      | 3           | 0          |
| D. Criscito    | 16       | 1       | 0           | 0          | 1            | 0            | 0            | 0            | 17       | 1      | 0           | 0          |
| B. Boci        | 2        | 0       | 0           | 0          | 0            | 0            | 0            | 0            | 2        | 0      | 0           | 0          |
| M. Frendrup    | 37       | 2       | 3           | 0          | 3            | 0            | 0            | 0            | 40       | 2      | 3           | 0          |
| M. Aramu       | 26       | 2       | 4           | 0          | 2            | 0            | 0            | 0            | 28       | 2      | 4           | 0          |
| S. Sturaro     | 18       | 0       | 4           | 0          | 1            | 0            | 0            | 0            | 19       | 0      | 4           | 0          |
| P. Galdames    | 4        | 0       | 0           | 0          | 3            | 0            | 0            | 0            | 7        | 0      | 0           | 0          |
| F. Melegoni    | 0        | 0       | 0           | 0          | 1            | 0            | 1            | 0            | 1        | 0      | 1           | 0          |
| G. Agostino    | 1        | 0       | 0           | 0          | 0            | 0            | 0            | 0            | 1        | 0      | 0           | 0          |
| A. Touré       | 3        | 0       | 0           | 0          | 1            | 0            | 0            | 0            | 4        | 0      | 0           | 0          |
| F. Jagiełło    | 34       | 4       | 1           | 0          | 2            | 0            | 0            | 0            | 36       | 4      | 1           | 0          |
| K. Strootman   | 30       | 2       | 5           | 0          | 1            | 0            | 0            | 0            | 31       | 2      | 5           | 0          |
| M. Badelj      | 26       | 3       | 4           | 1          | 3            | 0            | 0            | 0            | 29       | 3      | 4           | 1          |
| S. Ilsanker    | 16       | 0       | 2           | 0          | 0            | 0            | 0            | 0            | 16       | 0      | 2           | 0          |
| L. Lipani      | 2        | 0       | 0           | 0          | 0            | 0            | 0            | 0            | 2        | 0      | 0           | 0          |
| M. Portanova   | 12       | 1       | 2           | 0          | 2            | 0            | 0            | 0            | 14       | 1      | 2           | 0          |
| K. Yeboah      | 11       | 1       | 1           | 0          | 2            | 0            | 1            | 0            | 13       | 1      | 2           | 0          |
| A. Guðmundsson | 36       | 11      | 4           | 1          | 2            | 3            | 0            | 0            | 38       | 14     | 4           | 1          |
| G. Puscas      | 25       | 4       | 2           | 0          | 2            | 0            | 1            | 0            | 27       | 4      | 3           | 0          |
| E. Salcedo     | 8        | 2       | 2           | 0          | 0            | 0            | 0            | 0            | 8        | 2      | 2           | 0          |
| D. Drăguș      | 5        | 0       | 0           | 0          | 0            | 0            | 0            | 0            | 5        | 0      | 0           | 0          |
| C. Ekuban      | 14       | 2       | 0           | 0          | 1            | 0            | 0            | 0            | 15       | 2      | 0           | 0          |
| G. Yalçın      | 22       | 0       | 3           | 0          | 3            | 0            | 0            | 0            | 25       | 0      | 3           | 0          |
| M. Coda        | 31       | 10      | 3           | 0          | 2            | 1            | 0            | 0            | 33       | 11     | 3           | 0          |
| F. Accornero   | 1        | 0       | 0           | 0          | 0            | 0            | 0            | 0            | 1        | 0      | 0           | 0          |